# Oskar Teodor Jansson
Oskar Teodor Jansson, född den 1 februari 1862 i Nordmarks församling, Värmlands län, död den 6 april 1926 i Mariestad, var en svensk jurist. 
Jansson avlade mogenhetsexamen i Karlstad 1880, filosofie kandidatexamen vid Uppsala universitet 1888 och hovrättsexamen vid Lunds universitet 1890. Han genomförde därefter tingstjänstgöring och tjänstgöring i Svea hovrätt, därav omkring ett och ett halvt år som adjungerad ledamot. Jansson blev häradshövding i Vadsbo norra domsaga 1907. Han blev riddare av Nordstjärneorden 1917.